# 木糖醇五乙酸酯
木糖醇五乙酸酯是一种有机化合物，化学式为C15H22O10。它是一种乙酰化糖醇，用作木糖醇五硝酸酯制备的中间体。它也通常用于从复杂的有机混合物中分离及鉴别木糖醇。

## 合成
木糖醇五乙酸酯可以通过乙酸酐、乙酸钠和木糖醇的反应得到。